# Vlag van Posterholt

Vlag van de gemeente Posterholt
(1962-1991)

De vlag van Posterholt is op 18 juni 1962 bij raadsbesluit vastgesteld als de gemeentelijke vlag van de voormalige Limburgse gemeente Posterholt. Sinds 1 januari 1991 is de vlag niet langer als gemeentevlag in gebruik omdat de gemeente Posterholt toen opging in de gemeente Ambt Montfort. De vlag kan als volgt worden beschreven:
Zes evenhoge banen van wit en blauw.
Opmerking: Volgens Sierksma toont de vlag slechts alleen maar vijf evenhoge banen.
De kleuren en het ontwerp zijn ontleend aan het gemeentewapen. Het ontwerp was van Kl. Sierksma. Na opheffing van de gemeente is het vlagontwerp als basis gebruikt voor de nieuwe vlag van Ambt Montfort.

## Verwante afbeeldingen

Wapen van Posterholt
Vlag van Ambt Montfort

Ambt Montfort 
· Amby 
· Arcen en Velden 
· Baexem 
· Beegden 
· Belfeld 
· Bemelen 
· Berg en Terblijt 
· Bocholtz 
· Born 
· Broekhuizen 
· Cadier en Keer 
· Echt 
· Eijsden 
· Elsloo 
· Eygelshoven 
· Geleen 
· Grathem 
· Grubbenvorst 
· Haelen 
· Heel 
· Heel en Panheel 
· Heer 
· Helden 
· Herten
· Heythuysen 
· Hoensbroek 
· Horn 
· Horst 
· Hulsberg 
· Hunsel 
· Kessel 
· Klimmen 
· Limbricht 
· Linne 
· Maasbracht 
· Maasbree 
· Margraten 
· Meerlo-Wanssum 
· Meijel 
· Melick en Herkenbosch 
· Montfort 
· Munstergeleen 
· Neer 
· Nieuwenhagen 
· Nieuwstadt 
· Nuth 
· Ohé en Laak 
· Onderbanken 
· Ottersum 
· Posterholt 
· Roggel 
· Roggel en Neer 
· Schaesberg 
· Schinnen 
· Sevenum 
· Sint Odiliënberg 
· Sittard 
· Stevensweert 
· Stramproy 
· Susteren 
· Swalmen 
· Tegelen 
· Thorn 
· Ubach over Worms 
· Ulestraten 
· Urmond 
· Valkenburg-Houthem 
· Vlodrop 
· Wessem 
· Wittem